# عبد الرحمن جواهري
عبد الرحمن عبد الحسين جواهري مهندس وسياسي بحريني.

## السيرة
ولد جواهري في العاصمة المنامة. حصل على بكالوريوس في الهندسة الكيميائية ثم ماجستير في الهندسة الكيميائية ثم دكتوراه في الهندسة من لندن.
عمل مهندس بشركة الخليج لصناعة البتروكيماويات من عام 1983 ثم ترقى إلى مدير العمليات من عام 1987 وتولى منصب مدير مشروع اليوريا من 1995 إلى 1998 ثم ترقى إلى مدير عمليات المصانع من عام 1999 ثم ترقى إلى مدير عام الشركة منذ يناير 2005 ثم ترقى إلى رئيس الشركة من 1 يناير 2011. تم تعيينه عضوا في مجلس الشورى من 2002 إلى 2014.